# Мађарски културни центар Непкор
Мађарски културни центар Непкор из Суботице је културна организација мађарске мањине у Србији. Седиште друштва је у улици Жарка Зрењанина 11, Суботица.

## Историја
Основан је 20. јануара 1872. године, основали су га грађани и радници левичарске политичке оријентације. 
Циљ овог центра био је унапређење културног нивоа организовањем скупова, књижевних вечери, плесних свечаности, ширењем и разменом идеја и др. У оквиру МКЦ Непкор постоји неколико секција: фолклорна, књижевна, секција за ликовну уметност, рукотворине, уметничке занате, драмска (за дечју глуму, Драмски студио), музичка (Јухас оркестар, женски хор (Szalagfűző leánykórus) и група народних песама (Sederinda). 
Од 2002. године у просторијама овог Центра одржава се међународни фестивал Интеретно.  Део програма фестивала је смотра мађарског фолклора за децу и одрасле и други културно-уметнички програми. 
Године 2002. године Дом културе је освојио награду града Суботице Про Урбе. Године 2011. добио је Награду за мањине Републике Мађарске, као награду за то што је чувар традиције више од 145 година. 